# 利普諾
利普諾是波蘭的城鎮，位於該國中部，由庫亞維-波美拉尼亞省負責管轄，距離首府托倫約40公里，面積10.99平方公里，海拔高度86米，2006年人口14,834。

## 外部連結
- Official town website（页面存档备份，存于）
- Location, via mapa.szukacz.pl（页面存档备份，存于）
- Festival"Pola and others"（页面存档备份，存于）

52°51′N 19°10′E / 52.850°N 19.167°E